# Амвросій (Паппа-Георгополі)
Митрополит Амвросій Білокриницький (в миру Амір Паппа-Георгополі, грец. Ἀμοιραίας Πάππα-Γεωργοπόλοι; 1791, село Маістра (турецькою Іонжок) поблизу міста Енос — 30 жовтня (11 листопада) 1863, місто Циллі, Австро-Угорщина (нині Цельє, Словенія)) — колишній митрополит Босно-Сараєвський (Константинопольський Патріархат), що перейшов у 1846 році в старообрядництво і заснував білокриницьку ієрархію (Руська православна старообрядська церква та інші, що мають з нею спілкування). 
Був канонізований в 1996 році; пам'ять — 30 жовтня за юліанським календарем.

## Священик і чернець
Син грецького священика Константинопольського Патріархату Георгія Паппа-Георгополі (22-го священика в своєму роді). Закінчив духовне училище. У 1811 році одружився, в тому ж році був висвячений на священика. У 1814 році овдовів, в сім'ї залишився син Георгій. У 1817 році був пострижений у чернецтво. Був при архієрейському будинку митрополита Еноського Матвія (який висвятив його на священика), з 1823 року був настоятелем Троїцького монастиря на острові Халки в Мармуровому морі, потім став протосингелом Константинопольської церкви. 

## Архієрей Константинопольської церкви
У 1835 році Вселенським Патріархом Григорієм VI був рукоположений на єпископа і поставлений митрополитом Босно-Сараєвським. На відміну від своїх попередників, що не захищали інтереси своєї слов'янської пастви (боснійських сербів), митрополит Амвросій зайняв іншу позицію. Під час повстання сербів проти турків співчував повстанцям. За даними автора «Історії Білокриницької ієрархії» професора Н.І. Субботіна, що негативно ставився до старообрядців: 

Митрополит Амвросій став винятком з боснійських владик-фанаріотів. Людина від природи добра, він не міг байдуже дивитися на тяжке становище народу - став на його бік і по можливості намагався полегшити його потреби. Це було таким незвичайним явищем, так суперечило здавна складеному народному поняттю про грецьких архієреїв, що народ навіть не визнавав Амвросія за грека: утвердився слух, що він природний слов'янин, і саме болгарин. Ось чудові слова про Амвросія, занесені в один боснійський літопис: «Цей владика був святою людиною, він багато дбав про бідних. Він був родом болгарин, зовсім не був сріблолюбець і дбав тільки про те, щоб народу було спокійно, щоб народ не терпів неправди». 

12 вересня 1840 року, зважаючи на його конфлікт з оттоманською владою, Патріархом Анфимом IV був зміщений з кафедри і в кінці наступного року прибув у Константинополь, де, будучи безмісним архієреєм, бідував зі своїм одруженим сином Георгієм. 

## Переговори зі старообрядцями
На початку 1846 року на нього вийшли представники російських старообрядців-біглопоповців з Австро-Угорщини — ченці Павло (Великодворський) та Алімпій (Мілорадов), які займалися пошуками єпископа, який погодився б заснувати для них старообрядницьку ієрархію. Ще до відвідин Константинополя ченці Павло і Алімпій отримали в 1844 від уряду Австрії дозвіл на заснування у старообрядницькому Білокриницькому монастирі (в Північній Буковині, нині на території України) архієрейської кафедри. Старообрядницькі посланці розповіли митрополиту Амвросію про історію своєї церкви і її сучасне становище, переконавши його очолити російських старообрядців. 
Існує розповідь ченця Алімпія про те, що владика Амвросій довгий час не давав своєї згоди на приєднання до старообрядців, але потім раптом змінив свою позицію. На вирішальній зустрічі з посланцями, він сказав: 

Вчора, проводячи вас, я був зайнятий мислію: добро чи мені пропонується. З цією думкою, помолившись Богу, я ліг. Але не встиг я ще заснути, як раптом постав переді мною у світлі священнолепний чоловік і сказав: «Що ти багато стомлюється роздумами. Цю велику справа тобі судилося від Бога виконати і від російського царя постраждати». При останньому слові «постраждати» я здригнувся і отямився, але нікого не було, тільки в кімнаті видно було світло, яке поступово зникало, на зразок того, як би хто йшов з запаленою свічкою. Серце моє наповнилося й страхом і радістю, так, що я від захвату всю ніч без сну проводив у своїх молитвах до Бога, і вирішив дати вам повну мою згоду, бо якщо на це є Боже благовоління, то ми зобов'язані його з радістю виконувати. 

## Згода на перехід до старообрядництва
16 квітня 1846 року митрополит Амвросій підписав документ про те, що він «з чистим сумлінням за благо зволив вступити до старовірської релігії в сущому сані митрополита» і зобов'язується «після прибуття в Білокриницький монастир, учинивши церковне приєднання згідно з правилами святих отців, невідкладно поставити там у намісники собі іншого архієрея, як дозволено всевисочайшим указом». У свою чергу, представники старообрядців зобов'язалися «утримувати його високопреосвященство пана митрополита Амвросія на всьому монастирському утриманні у всякому спокої і задоволенні на все його життя». Таким чином, виконувалася вимога австрійської влади про те, щоб на неї не покладався обов'язок щодо матеріального змісту старообрядницького архієрея. 
Наприкінці травня 1846 року, разом зі старообрядницькими послами, митрополит Амвросій виїхав до Австрії. Деякий час пересувався турецькою територією в козацькому одязі з документами на ім'я козака-старообрядця і, лише прибувши в Добруджу, в якій жили старообрядці, отримав від турецької влади архієрейський паспорт. 11 липня був представлений австрійському імператору Фердинанду. 

## Засновник старообрядницької ієрархії
12 жовтня 1846 року прибув до Білої Криниці, де був урочисто прийнятий старообрядцями; 28 жовтня був урочисто приєднаний до старообрядництва другим чином (через миропомазання) в Білокриницькому монастирі. За час очолення старообрядницької церкви здійснив хіротонії двох єпископів: Кирила Майносського і Аркадія Славського, а також п'ятьох священиків і трьох ієродияконів. Таким чином була заснована «Білокриницька» старообрядницька ієрархія (в дореволюційній російській літературі часто іменувалася «австрійською»), яка була визнана рядом старообрядницьких громад; деякі інші — так звані «біглопоповці» в новітньому сенсі — не підкорилися митрополиту. Вони обґрунтовували свою позицію сумнівами в дійсності хрещення митрополита Амвросія (старообрядці визнають тільки «повне» хрещення в три занурення, а не «обливальне», прийняте у католиків і в частини православних), точкою зору про те, що митрополиту було заборонено в служінні до того часу, як він прийняв пропозицію старообрядців. Також у них викликала сумніви щирість рішення митрополита приєднатися до старообрядців. Старообрядницький автор початку XX століття Федір Мельников присвятив одну зі своїх робіт спростуванню таких аргументів, зокрема, вказуючи на те, що в грецькій церкві того часу не практикувалося «обливальне» хрещення, а сам митрополит, перебуваючи на спокої, брав участь у патріарших богослужіннях. У 1903 році роботу про хрещення митрополита Амвросія опублікував старообрядницький єпископ Інокентій (Усов). 
На своєму соборі 2007 року Російська Древлеправославна церква (колишні «біглопопівці») визнала, що владика Амвросій «після видалення з Боснійської кафедри був позаштатним архієреєм, проживав на спокої в Константинополі і не перебував під забороною в священнослужінні аж до його приєднання до старообрядництва», проте питання хрещення митрополита Амвросія і мотивації його приєднання до старообрядництва, як і раніше були названі «викликають подив». 
За спогадами старообрядницької черниці Євфросинії про владику Амвросія під час перебування в Білокриницькому монастирі: 

служив він на слов'янській мові, читав Євангеліє, говорив вигуки дуже чітко і правильно. Під час служби часто плакав від розчулення. Хрестився ревно і складав персти дуже старанно. Кланявся дуже низько. Жив у двох келіях, в яких було багато ікон. Їжа була дуже проста: суп чи юшка, каша і риба, коли дозволялося статутом. Займався фізичною працею в саду. Говорив по-російськи, але деякі слова вимовляв церковнослов'янською. 

У грудні 1847 року російський імператор Микола I зажадав від уряду Австрії припинити діяльність владики Амвросія і закрити Білокриницький монастир. Австрійська влада викликали митрополита до Відня, де йому була запропонована альтернатива — або повернутися в юрисдикцію Константинопольського Патріарха (при цьому йому було передано лист Патріарха з обіцянкою милостей у разі покаяння), або вирушити в довічне заслання. Митрополит Амвросій вибрав заслання, заявивши, що «я одного разу цю релігію прийняв і вже назад повертатися не бажаю». При цьому монастир був закритий, але незабаром знову відкритий, залишившись центром старообрядництва. 
26 липня 1848 року митрополит отримав припис відправитися в місто Циллі, де залишався протягом 15 років, ведучи суворо чернече життя. Разом з ним знаходився син Георгій з сім'єю. Підтримував листування зі своєю паствою, іноді таємно приймав старообрядницьких представників. 

## Смерть і канонізація
Помер від водянки. Був похований на грецькому кладовищі в Трієсті (Італія), так як в Циллі не було православних кладовищ. У 1912 році старообрядці мали намір перенести його останки в Білу Криницю, але цей проект не реалізувався через розпочату Першу світову війну. У 1996 владика Амвросій був зарахований до лику святих рішенням Загального Освяченого Собору, що відбувся в селі Біла Криниця. У 2000 році останки святителя були перенесені в місто Браіла (Румунія), в яке з Білої Криниці була перенесена старообрядницька митрополича кафедра, і поховані в кафедральному Покровському соборі.